# Chào em ! chào xinh tươi
Chào em ! chào xinh tươi là album phòng thu thứ hai của ca sĩ Thu Phương được Phương Nam Phim phát hành vào tháng 8 năm 2000. Đây là album đánh dấu sự hợp tác thành công của Phương với nhạc sĩ, nhà sản xuất Quốc Bảo đồng thời đây cũng được xem là một đĩa nhạc độc đáo của âm nhạc Việt Nam khi khai thác sâu hơn đối với những sáng tác mới của các nhạc sĩ phía Nam nhưng lại mang âm hưởng tiền chiến. Album được đánh giá là một cột mốc nghệ thuật lớn của Phương giúp cô giành được Cúp sao 2000 từ giới chuyên môn và giải "ca sĩ được yêu thích nhất" do Báo Lao Động bình chọn năm 2000.
Chào em ! chào xinh tươi cũng cho ra đời bốn bài hit của cô bao gồm: Chào em ! chào xinh tươi, Ngủ ngoan nhé ngày xưa, Mùa hoa bỏ lại và Cô gái đến từ hôm qua. Trong đó, hai bài Mùa hoa bỏ lại và Cô gái đến từ hôm qua trước đó đã liên tiếp đứng nhiều tuần trên bảng xếp hạng Làn Sóng Xanh, đặc biệt bài Mùa hoa bỏ lại đứng hạng 1 năm 1999.

## Hoàn cảnh ra đời
Thu Phương chia sẻ về hoàn cảnh ra đời của đĩa nhạc: "Vào dạo 1999, sau 3 năm thành công tuyệt vời của Thu Phương. Khán giả thì luôn đòi hỏi sự khác biệt và Thu Phương cũng muốn tạo một lối thoát mới vượt khỏi những gì của chính mình. Nhưng may mắn, Phương có khoảng dừng một năm để sinh con và vì thế mới có được Chào em ! chào xinh tươi"

## Danh sách ca khúc
| STT | Nhan đề                                             | Sáng tác       | Thời lượng |
| --- | --------------------------------------------------- | -------------- | ---------- |
| 1.  | "Chào em ! chào xinh tươi" (hợp tác với Trung Kiên) | Quốc Bảo       | 2:15       |
| 2.  | "Ngủ ngoan nhé ngày xưa"                            | Trần Quang Lộc | 5:20       |
| 3.  | "Tình khúc cho em" (hợp tác với Huy MC)             | Lê Uyên Phương | 5:14       |
| 4.  | "Mùa hoa bỏ lại"                                    | Việt Anh       | 4:24       |
| 5.  | "Biệt khúc"                                         | Nguyễn Ánh 9   | 3:49       |
| 6.  | "Bài hát đôi cho em" (hợp tác với Quang Minh)       | Quốc Bảo       | 3:18       |
| 7.  | "Cô gái đến từ hôm qua"                             | Trần Lê Quỳnh  | 4:22       |
| 8.  | "Hoài niệm dấu yêu"                                 | Thế Hiển       | 5:30       |
| 9.  | "Đồng nội"                                          | Trần Minh Phi  | 5:19       |
| 10. | "Dấu yêu xưa" (hát bè bởi Trung Kiên)               | Vũ Trọng Hiếu  | 3:06       |

## Đánh giá
Thu Phương, ca sỹ “quần da, áo ba lỗ” chuyên hát nhạc quốc tế đã tạo nên bước ngoặt trong phong cách, trở nên dịu dàng, đằm thắm và gần gũi hơn, lấy được cảm tình của nhiều lớp khán giả qua album “Chào em chào xinh tươi” với bài hát chủ đề và những ca khúc đậm chất thi ca. Nói về thành công của Chào em ! chào xinh tươi cũng như đánh giá về giọng hát Thu Phương thời kì này, nhạc sĩ Quốc Bảo - nhà sản xuất của album nói: “Tôi nghe đĩa Thu Phương tôi sản xuất năm 2000, có "Cô gái đến từ hôm qua", có Từ Phương Thảo làm bìa, có giọng bè Trung Kiên. Phương hát, tôi thích. Không phải tất cả các bài, nhưng những bài tôi định để Phương hát thì chưa bao giờ phải thất vọng. Cả bài mình lẫn của tác giả khác. Như "Cô gái đến từ hôm qua" hay "Thiên sứ", "Bài hát của nắng". Thời Làn Sóng Xanh, chuyện gì thuộc về thời đó cũng dễ thương. Dù là người Bắc, nhưng cả Thu Phương lẫn Trung Kiên đều có lối hát Sài Gòn, ít trưng trổ kỹ thuật.” Chào em ! chào xinh tươi được đánh giá là bước ngoặt trong sự nghiệp của Phương.

## Về "Cô gái đến từ hôm qua"
Bấy giờ là giữa năm 2000, Thu Phương được Phương Nam Phim mời thực hiện album Chào em ! chào xinh tươi, Thu Phương được nhạc sĩ Trần Lê Quỳnh gửi gắm ca khúc anh mới viết, “Cô gái đến từ hôm qua”, mà theo anh, đáp ứng được yêu cầu của nhà biên tập và cả ca sĩ: trữ tình, lãng mạn, theo kiểu cổ điển.
Chính tác giả cũng không ngờ Thu Phương yêu bài hát đến như vậy. “Cô gái đến từ hôm qua” được người ca sĩ đưa vào nhạc mục chính thức trong mọi đêm diễn Bắc Nam, và nhận được nhiều lời khen ngợi. Sức hút của bài hát là từ đâu?
Hãy khoan nói về các yếu tính âm nhạc. Ấn tượng đầu tiên đập vào tâm não người nghe, là ở câu mở đầu:
Và rồi ta hứa sẽ quay trở lại
Vào một ngày mai như hai người bạn
Mở ra một bài hát, mà lại bằng “và rồi”! Cứ như thể nói tiếp về một điều từng được bàn dang dở rồi bỏ bẵng. Cứ như thể hai kẻ xa nhau đã từng thề non hẹn biển và từng nuốt lời thề, chỉ vì chính họ không đủ can đảm.
Thật ra, họ đã xa nhau lắm:
Và ngày hôm nay anh như đứa trẻ
Của ngày hôm qua xa xôi tìm về
Lời thề tựa như ánh lửa sưởi ấm lòng anh
Lời thề đã nuốt, vẫn còn hiển hiện vậy sao?
Bài hát được cấu trúc theo thể 2 đoạn đơn “giả”, vì điệp khúc cũng vẫn là phiên khúc, vẫn hòa thanh như thế, được nối dài và biến đổi chút ít. Nhưng chính điệp khúc này đã khiến Thu Phương khóc trong phòng thu, và người nghe khóc khi nghe cô hát.
Và nếu thuộc về nhau em sẽ trở lại
Và anh được thấy hoa rơi như cơn mưa tươi thắm những con đường
Dường như là vẫn thế em không trở lại
Mãi mãi là như thế, anh không trẻ lại
Cuộc đợi chờ vô vọng và đau đớn của người đàn ông cắt vào lòng kẻ nghe, như một vết dao.
Nhiều năm xa hạnh phúc anh muốn bên em
Cuộc đời này dù ngắn nỗi nhớ quá dài
“Cô gái đến từ hôm qua” có rất nhiều “và”. Hệt như một chuỗi những thổn thức, những dòng dòng tâm sự ngổn ngang không dứt. Hệt như một loạt những con sóng tạo nên bằng tiếng nấc. Tiếng nấc của người đàn ông thì đoạn trường xiết bao!
Trần Lê Quỳnh đã viết được bài hát cảm động nhất trong số những tác phẩm của anh, và là một trong những tình khúc Việt hay nhất tính đến thời hiện tại.

## Video âm nhạc
"Ngủ ngoan nhé ngày xưa" được Thu Phương lựa chọn tham gia VTV Bài hát tôi yêu lần I năm 2002. Video được lấy bối cảnh tại một căn nhà trên phố cổ Hà Nội và đêm đến những ký ức về tuổi thơ, về tiếng ru, tiếng vĩ cầm đêm, tiếng nhặt tiếng khoan dường như đi sâu vào tiềm thức của mỗi con người. Video ca nhạc được thực hiện bởi đạo diễn Việt Tú và có sự tham gia diễn xuất của diễn viên NSƯT Thu An. Ca khúc này đã chiến thắng 3 hạng mục quan trọng nhất của giải VTV Bài hát tôi yêu lần I năm 2002 bao gồm: Ca sĩ được yêu thích nhất, ca khúc được yêu thích nhất và giải đặc biệt cho video ca nhạc nghệ thuật xuất sắc nhất do hội đồng nghệ thuật bình chọn.

## Tham gia sản xuất
- Biên tập và hòa âm: Quốc Bảo
- Chủ nhiệm: Pham Mộng Thúy
- Giám đốc sản xuất: Phan Thị Lệ
- Ảnh: Dương Minh Long
- Thiết kế bìa đĩa: Từ Phương Thảo